# Marie Frederike van Hessen-Kassel

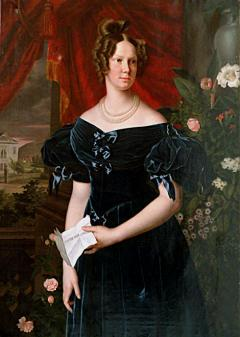
Marie van Hessen-Kassel

Marie Frederike Wilhelmina van Hessen-Kassel (Kassel, 6 september 1804 - Meiningen, 1 januari 1888) was een prinses van Hessen-Kassel.
Zij was het vijfde kind en de derde dochter van keurvorst Willem II van Hessen-Kassel en prinses Augusta van Pruisen. In haar jeugd ontstond het idee om haar uit te huwen aan de latere Zweedse koning Oscar I maar deze koos uiteindelijk voor een huwelijk met Josephine van Leuchtenberg. Op 23 maart 1825 trad Marie in het huwelijk met hertog Bernhard II van Saksen-Meiningen. Het paar kreeg de volgende kinderen:
- George II (1826-1914)
- Augusta (1843-1919), gehuwd met prins Maurits van Saksen-Altenburg (1829-1907).

Broer en zus scheelden bijna zeventien jaar in leeftijd. Marie zou haar man acht jaar overleven.